# Військова землерийна машина

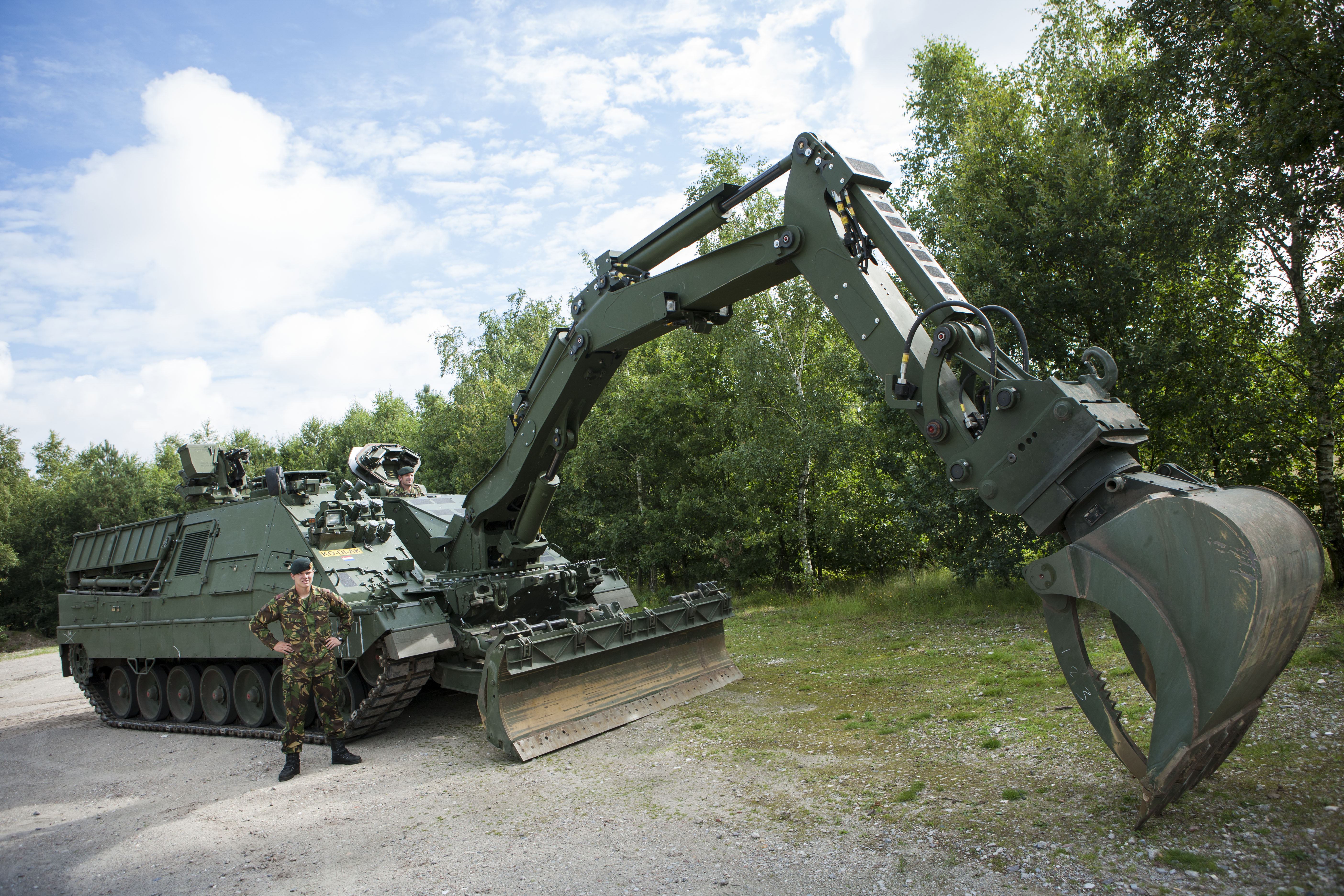
Німецький Pionierpanzer 3 на озброєнні інженерних підрозділів Нідерландів

Військова землери́йна маши́на — різновид військової інженерної техніки, машина на гусінній чи колісній базі, до основного обладнання якого входить обладнання для риття ґрунту.
У вікіпедії є загальна стаття про Землерийні машини як різновид техніки загальногосподарського ужитку. Предметом даної статті є військові інженерні землерийні машини.

## Призначення
Інженерна військова землерийна машина призначена для виконання заходів інженерного забезпечення військ на місцевості, а саме
- для прокладання доріг (колонних шляхів) по пересіченій місцевості, в лісі і міських завалах,
- для уривання та/чи засипки котлованів, у тому числі для окопів для техніки, укриттів, бліндажів, сховищ
- для відривання траншей
- для проведення розгородження штучних завалів і природних перешкод (рідколісся, чагарники, горби, канави, яри)
- для проведення завантажувально — розвантажувальних робіт крановою установкою
- проведення розмінування ковшовим тралом (відвілом), навісним (у тому числі додатковим) тралом чи пуском дистанційних зарядів розмінування

## Різновиди
- Військовий бульдозер
- Одноковшовий екскаватор (ЕОВ-4421, Піонірпанцер-1, Піонірпанцер-2)
- Машини, обладнані грейферним маніпулятором та/чи ковшом ІМР-2, ІМР-3,)
- Роторні котлованні чи траншейні машини:
  - з поперечним обертанням ротора (МДК-2, МДК-3)
  - з поздовжнім обертанням ротора (БТМ−3)
- Ланцюгові землерийні машини (ПЗМ-2)
- Скреперні системи (Броньована бойова землерийна машина (ACE) М9 США)

Більшість землерийних машин обладнані бульдозерними відвалами
- з прямими бульдозерними ножами
- з бульдозерними відвалами змінної конфігурації
- з відвалами-навантажувачими (британська FV180 Comabat Engineer Tractor)
- з секційними відвалами (що дозволяють машині самозавантажуватися за скреперним типом) (Броньована бойова землерийна машина (ACE) М9 США)

## Військовий бульдозер
До військових бульдозерів відносять армійські інженерні машини, не обладнані іншими робочими органами, окрім бульдозерного обладнання та / чи гака-розпушувача.
В порівнянні з цивільним, військовий бульдозер, як правило, дообладнаний додатковою бронею, засобами захисту екіпажу (протигранатними сітками, фільтровентиляційними установками для захисту від ЗМУ, додатково герметизованою кабіною, засобами збору продуктів відходів життєдіяльності, приладами нічного бачення, стрілецьким озброєнням, тощо).

### БКТ, ПКТ (Радянський Союз)
СРСР Колісний Бульдозер БКТ відноситься до класу землерийних машин.
Призначений
- для уривки котлованів для фортифікаційних споруд, танкових окопів, окопів і укриттів для бойової і беззбройної техніки;
- обладнання спусків на крутих схилах, контрескарпах, з'їздів у воду на крутих берегах водойм;
- засипки воронок, протитанкових ровів;

Машина здатна працювати в ґрунтах від піщаного до важкого суглинку. У глинистих, скельних і мерзлих ґрунтах вона не працює. Допустимий бічний нахил при роботі до 12 градусів, крутизна підйому або спуску до 25 градусів.

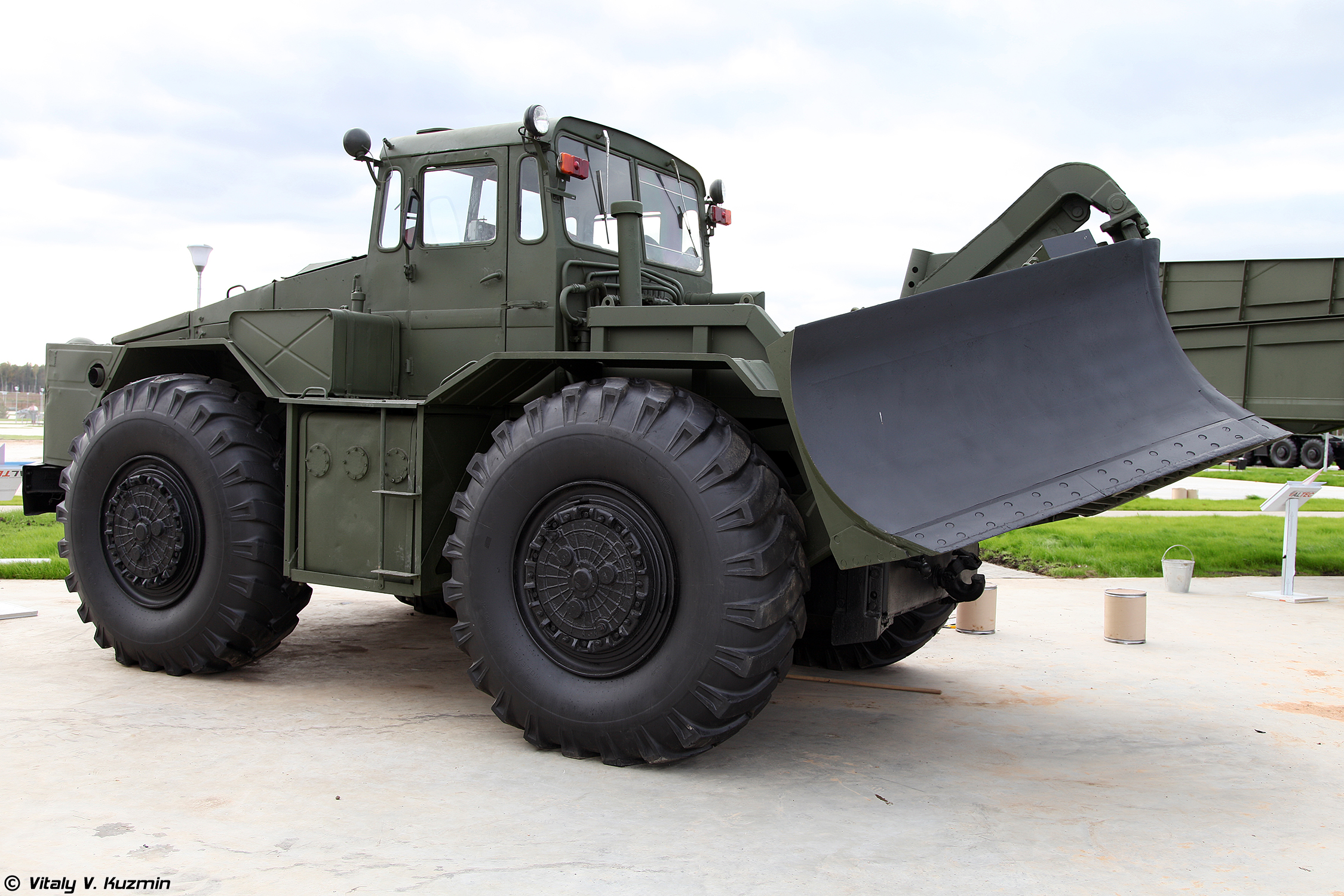
Військовий бульдозер ПКТ

Основні тактико-технічні характеристики БКТ
- Базова машина……………………….. МАЗ-538
- Маса машини………………………….. 22 т.
- Габаритні розміри:
  - довжина………………………… 8.16 м.
  - ширина…………………………. 3.33 м.
  - висота ………………………… 3.18 м.
  - Кліренс………………………… 0.48 м.
  - Колія………………………………..2.52 м.
- Максимальний кут підйому………………. 20 градусів
- Максимальний кут крену…………………. 12 градусів
- Максимальна глибина броду……………… 1.2 м.
- Запас ходу по паливу……………800 км (16 мотогодин)
- Максимальна швидкість руху………. 45 км/год
- Середня швидкість руху по ґрунтових дорогах………. 25-30 км/год
- Продуктивність при уривку котловану………………. 60-80 куб. м/год
- Продуктивність при засипці котловану……….. 80-100 куб. м/год.
- Продуктивність при корчування пнів………… 1015 коріння в годину
- Категорії ґрунтів, що розробляються……………. I—III
- Екіпаж…………………………………… 2 чол
- Місткість кабіни …………………………. 2 чол.
- Двигун ……………………….. дизельний Д-12А-375А
- Потужність двигуна…………….. 275.81 квт. (375 к. с.)
- Максимальне тягове зусилля………… 14 т.
- Бульдозерне обладнання:
  - -ширина відвалу………………… 3.3 м.
  -  — висота відвалу……………….. 1,15 м.

Даній машині байдужий напрямок руху. Реверсивна коробка передач забезпечує однакову швидкість руху і однаковий крутний момент у обох напрямках. Крім того, механік-водій, переставляючи кермове управління в ліве або праве гніздо і пересідаючи в ліве або праве крісло, розташовані назустріч один одному, може з однаковим зручністю управляти машиною в обох напрямках.
Машина обладнана тяговою лебідкою і анкерним пристроєм, що забезпечує можливість роботи на слизькій, в'язкій поверхні і підвищує тягове зусилля.
Базова машина колісний тягач МАЗ-538. Кабіна не герметизована.
Пізня версія на базі інженерного колісного тягача ІКТ (КЗКТ-538ДП) під позначенням ПКТ-2 має трохи більшу довжину. Цим зовні ПКТ та ПКТ-2 розрізняються

### IDF Caterpillar D9R (Ізраїль)
Ізраїль Бульдозер IDF Caterpillar D9R різні його модифікації на озброєнні армії Ізраїлю починаючи з 1954 року; використовується для вирішення конфліктів з палестинцями.
Застосування
- для руйнування будівель, в яких засіли озброєні люди[3]
- розбирання завалів в містах

- Бульдозер має 15-тонну броню, скло, що витримує обстріл з будь-якої стрілецької зброї і гранатометів, захисні екрани проти РПГ.
- IDF Caterpillar D9R може бути оснащений додатковим навісним обладнанням (система димової завіси, кулемет і гранатомет), управляти якими можна прямо з кабіни.
- Екіпаж бульдозера складається з двох чоловік

ТТХ D9
- потужність двигуна 410 кінських сил,
- вага 54 тонни,
- довжина понад 8 метрів,
- висота близько 4 метрів

### AZMIM (Туреччина)
Туреччина AZMIM — плаваюча броньована гусінна землерийна машина, призначена для підготовки річкових берегів під переправу.
Вона здатна виконувати
- бульдозерні роботи,
- чорнове профілювання,
- землерийні роботи,
- операції з перевезення ґрунту і розчищення .

На відміну від звичайних землерийних машин, AZMIM має можливість завантажити на свій двосекційний відвал скреперного типу ґрунт і позбутися від нього по закінченні циклу роботи.
Завдяки гідравлічній підвісці, передня частина AZMIM може бути піднята вгору або опущена вниз таким чином, що або відвал або противага лягали на ґрунт. В результаті екскаваторні і бульдозерні роботи проводяться більш ефективно. Ці заходи можуть бути проведені і під час руху машини.
- Найбільш важливою особливістю AACE є її амфібійність.
- Екіпаж машини складається з двох осіб.
- Крім того, AZMIM обладнана сучасними електронними системами, такими як денні/нічні камери, багатофункційний РК-монітор і кондиціонер.
- Корпус AZMIM виготовлений з алюмінієвого сплаву для забезпечення машини позитивною плавучістю і одночасно її балістичного захисту.
- Всі приводи машини є гідравлічними.
- Машина оснащена димовими гранатометами.

## Одноківшевий екскаватор
Військова інженерна машина, обладнана одноківшевим екскаваторним устаткуванням з прямою чи зворотньою лопатою.
На озброєння інженерних (саперних) підрозділів надходять як доопрацьовані цивільні екскаватори, так і машини, розроблені і виготовлені спеціально для потреб армії. Останні мають додатковий захист для роботи під вогнем противника, посилені щодо прохідності.

### Радянський (український) екскаватор ЕОВ-4421
СРСР  Україна ЕОВ-4421 призначений для механізації земляних робіт та навантажувально-розвантажувальних робіт при ліквідації надзвичайних ситуацій та їх наслідків.
Він використовується для копання траншей та котлованів в ґрунтах 1 — 4 категорій без розпушення, в мерзлих ґрунтах після їх попереднього розпушування.
Наявність гакової підвіски дозволяє підіймати, опускати та переміщати різноманітні вантажі.
База — автомобіль підвищеної прохідності КрАЗ-255, КрАЗ-260, — дозволяє машині пересуватися по пересіченій місцевості чи бездоріжжю, проте будь-який протикульний чи протиснарядний захист екіпажу в машині відсутній. Отже, її використання можливе лише в другому ешелоні оборони чи на передовій в умовах відсутності вогневого контакту з противником.

### ПіонірПанцер-1 (-2, -3) (Німеччина)

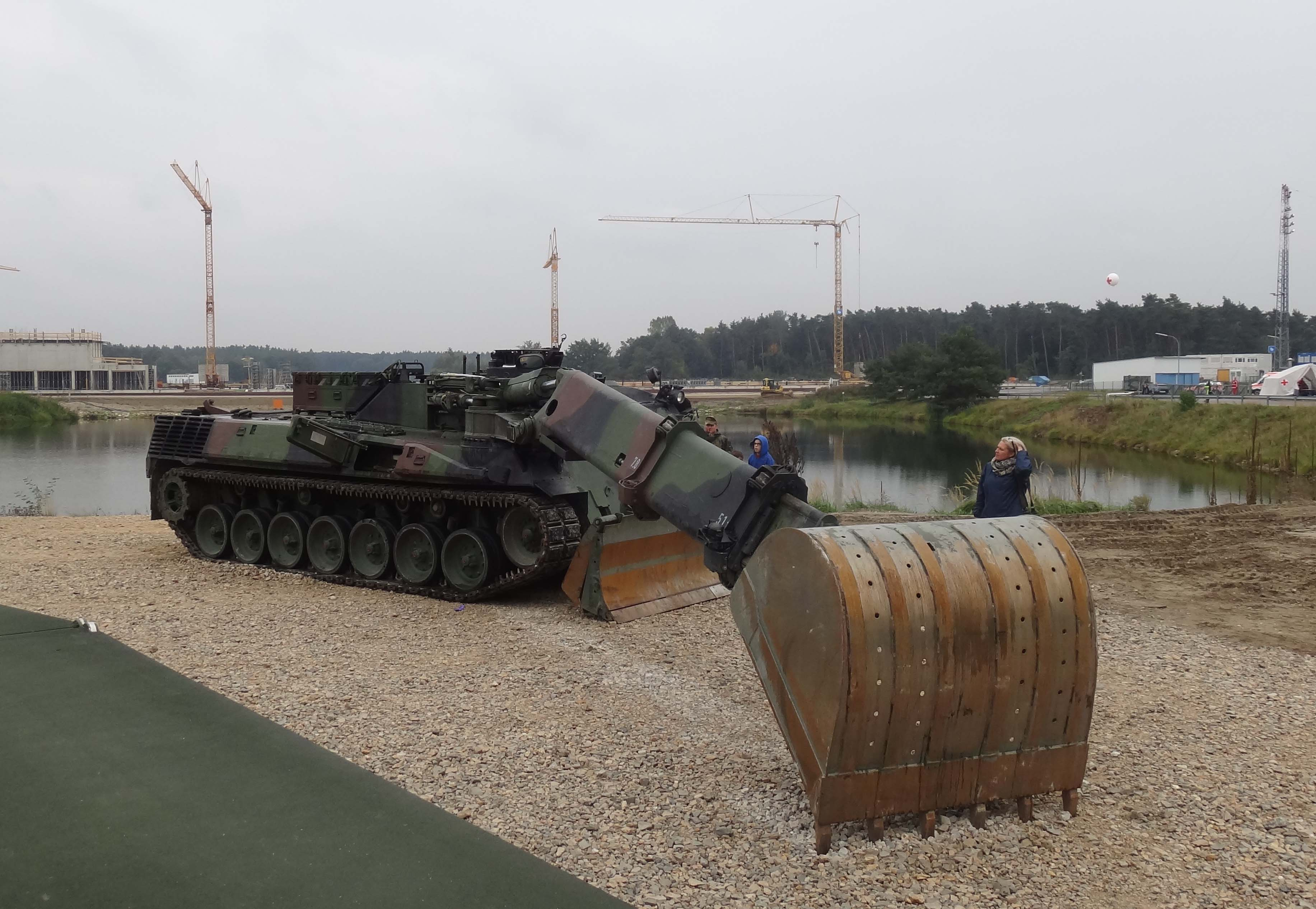
Pionierpanzer, зовнішній вигляд машини

Прикладом типового військового одноківшевого екскаватора може служити німецький Pionierpanzer (і його модифікації Pionierpanzer-2 та Pionierpanzer-3)
 ФРН Західнонімецький саперний танк "ПіонерПанцер-1" (чи ПіонірПанзер-1, за звучанням чи за транскрипцією) виконаний аналогічно броньованій ремонтно-евакуаційній машині «Стандарт» і має таке ж основне робоче обладнання.
- На звороті бульдозерного відвалу кріпляться зуби розпушувача, що дозволяють розробляти твердий ґрунт. Розпушування ґрунту здійснюється при русі машини заднім ходом.
- До складу робочого обладнання входить також шнековий бур, який кріпиться на вантажній стрілі і призначений для уривки одиночних стрілецьких окопів і шурфів під заряди. З його допомогою можна відривати шурфи діаметром 0,7 м і глибиною 1,8 м, при цьому продуктивність становить 30 шурфів на годину. Всі види робочого устаткування мають гідравлічний привід.

У Німеччині на базі танка «Леопард-2» розроблено саперний танк «Піонірпанцер-2» (і його модернізацію Піонірпанцер-3).
Він призначений для облаштування в'їздів і виїздів на ділянках переправ, підготовки дна бродів, обладнання бойових позицій, пророблення проходів у завалах і загородженнях, виконання вантажопідйомних робіт.
Робочим обладнанням є дві телескопічні екскаваторні руків'я (максимальна довжина 8,5 м) з ковшами ємністю 1,4 м3, бульдозерний відвал і тягова лебідка, що приводяться в дію з допомогою гідроприводів. Кожне руків'я неповноповоротне і може розробляти ґрунт в секторі 180° по борту машини. Глибина котловану, що відривається, до 5,3 м. Замість ковшів на руків'ях може встановлюватися інше робоче обладнання, наприклад для виконання вантажопідйомних робіт.
- Екіпаж машини три людини: командир, механік-водій та оператор робочого обладнання.
- Управління екскаваторним обладнанням роздільне: правим руків'я управляє механік-водій, лівим — оператор.
- При роботі на крутих схилах або при подоланні крутих підйомів або спусків екскаваторні руків'я використовуються як опори. Кут їх максимального підйому та опускання становить ±60°.
- На саперному танку «Піонірпанцер-2» відвал також служить сошником при роботі екскаваторного обладнання, для чого ширина його нижньої опорної поверхні збільшена до 0,6 м.
- Із зворотного боку відвалу можуть встановлюватися два зуба розпушувача, максимальна величина заглиблення яких у ґрунт 0,4 м.
- На танку є тягова лебідка (довжина троса 90 м.).

## Машини, обладнані грейферним маніпулятором та/чи ковшом
СРСР  Україна Зразком землерийної машини з грейферним маніпулятором і ковшом є родянська інженерна машина розгородження ІМР-2, а саме, її модифікації (після 1986 року) ІМР-2М
Робоче обладнання машини складається з
- універсального бульдозера[4],
- телескопічної стріли з маніпулятором-захватом,
- колійного мінного трала,
- установки розмінування з двома пусковими установками в кормі машини.

Універсальний бульдозер може здійснювати розробку і переміщення ґрунту, розчищення снігу і чагарнику, валку дерев, корчування пнів, влаштування проходів в лісових завалах і руйнуваннях.
Телескопічна стріла — до кронштейна вежі шарнірно прикріплена, розташована на поворотній платформі.
Стріла має оригінальний маніпулятор, який копіює дії руки людини і має шість незалежних положень. Управління стрілою і маніпулятором здійснює оператор машини з пульта, що розміщується в башті, за допомогою електрогідравлічної системи.
В процесі роботи можуть виконуватися такі операції: поворот стріли, підіймання і опускання стріли, висування і втягування стріли, підйом і опускання захвата-маніпулятора, поворот захвата, розкриття і закриття захвата.
Конструкція стрілового обладнання дозволяє поєднувати окремі операції. Наприклад, поворот стріли і розкриття (закриття) захвата, тощо.
Колійний мінний трал КМТ-Р є робочим органом ІМР-2.
Трал призначений для самостійного подолання машиною протитанкових мінних полів з ПТМ всіх типів, у тому числі протиднищових із штирьовим підривником.
В ході і після робіт по ліквідації ЧАЕС машину переробили. Модифікована модель отримала назву ІМР-2М. Основна відміннясть від попередньої ІМР-2, — нову машину оснастили ковшом-ґрейфером для роботи з сипучими матеріалами і рихлення. Інші доопрацювання стосувалися посилення радіаційного захисту екіпажу, демонтажу установки дистанційного мінування, що дозволити модернізувати стрілу, збільшивши її винос і маневреність.

## Машини поздовжнього роторного копання

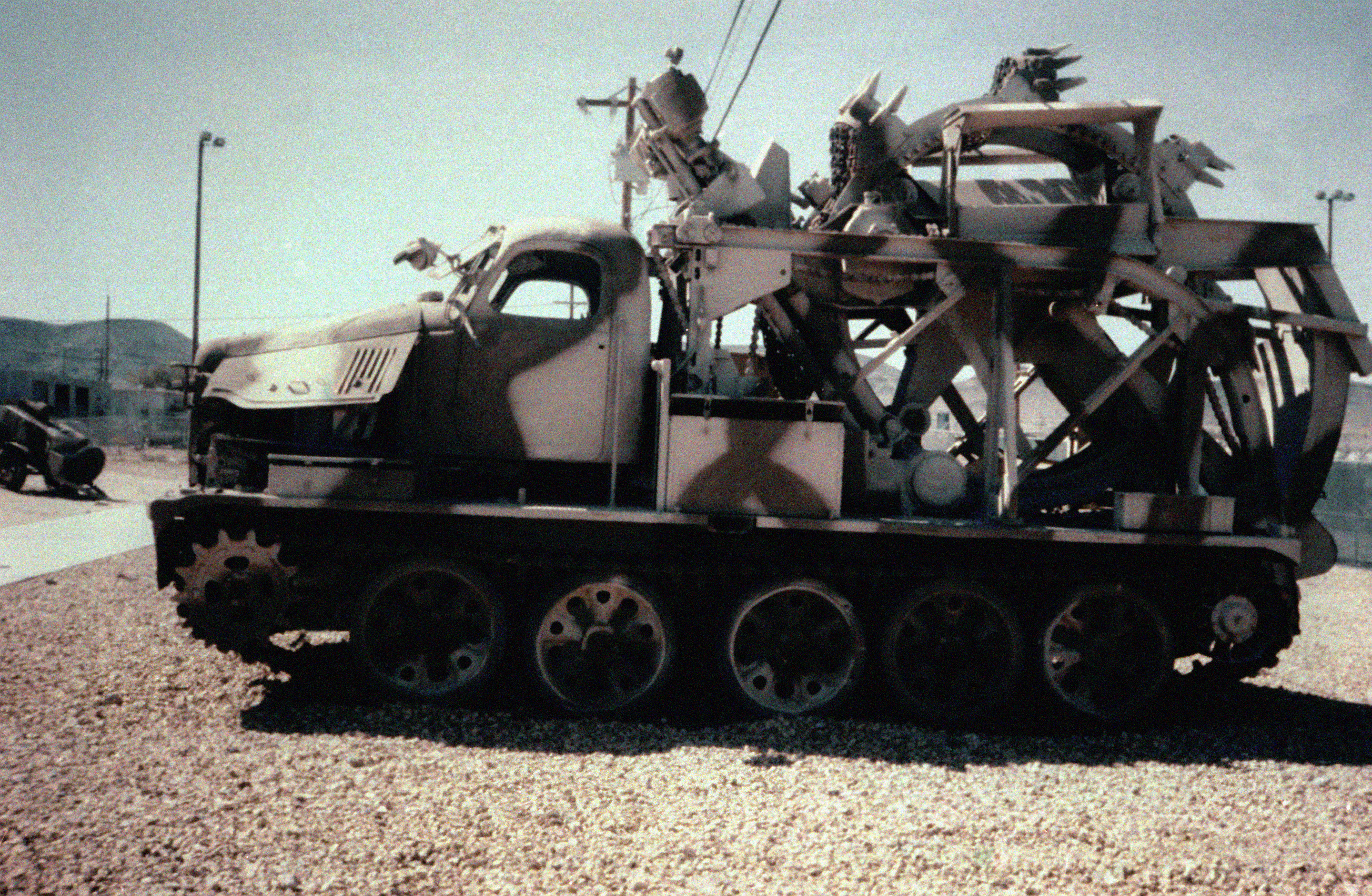
БТМ-3

Машини, робочим землерийним органом яких є роторний екскаватор, у якому ротор розміщено по осі машини.

### БТМ−3СРСР
Швидкохідна (рос. быстроходная) траншейна машина БТМ-3 є важкою землерийною машиною, що призначена для відривання траншей основного профілю (глибина до 1,1 м.) чи повного профілю (глибина (1,5 м.) в ґрунтах I—IV категорії за допомогою роторного робочого органа на 8 х 160-літрових ковшів.

## Машини поперечного роторного копання

### МДК-2,МДК-3, СРСР
МДК-2 та МДК-3 за принципом дії — навісні роторні траншейні екскаватори поперечного копання.
Створені для інженерних військ. МДК-2 спроектована на базі тягача АТ-Т, а МДК-3 — МТ-Т.
В основному війська наповнилися машинами МДК-2, що випускалися промисловістю з 1962 року. Випуск машини МДК-3 припав на початок Перебудови М. С. Горбачова, а з розпадом СРСР виробництво припинилося.
Машини МДК мають танкові гусінні шасі, а, отже, обмежений моторесурс. Вони переважно перебували на довготривалому зберіганні, залучалися лише на певні надзвичайні ситуації.

## Ланцюгові землерийні машини
Ланцюгові землерийні машини як робоче обладнання використовують ланцюг із секційно закріпленими на ньому зубами-ківшиками.

### ПЗМ-2
Типовим представником ланцюгової військової землерийної машини є ПЗМ-2 на базі харківського колісного трактора ХТЗ Т-150К.